# Diva (álbum)
Diva é o álbum de estréia da cantora escocesa Annie Lennox, após a saída do grupo Eurythmics em 1991.Foi lançado em 6 de Abril de 1992 pelo selo RCA.O álbum foi aclamado pela crítica e pelo público, tendo vendido 15 milhões de cópias mundialmente, sendo 2 milhões delas só nos Estados Unidos e 1,2 milhões no Reino Unido.A revista Q Magazine colocou o disco em uma lista dos 50 melhores álbuns de 1992.Os singles do álbum foram "Why', "Precious", "Walking on a Broken Glass", "Cold" e "Little Bird".
| Críticas profissionais                                                      | Críticas profissionais |
| Avaliações da crítica                                                       | Avaliações da crítica  |
| Fonte                                                                       | Avaliação              |
| --------------------------------------------------------------------------- | ---------------------- |
| Allmusic                                                                    | [ 1 ]                  |
| Q (5/92, p.79)                                                              | 4 de 5 estrelas.       |
| Robert Christgau                                                            | (C+)                   |
| Rolling Stone (6/25/92, p.41)                                               | 3.5 de 5 estrelas.     |
| Slant Magazine                                                              | [ 3 ]                  |
| Esta tabela precisa de ser acompanhada por texto em prosa. Consulte o guia. |                        |

## Faixas
1. Why (Annie Lennox) - 4:53
2. Walking on a Broken Glass (Annie Lennox) - 4:12
3. Precious (Annie Lennox) - 5:08
4. Legend in My Living Room (Annie Lennox, Petter John Vettese) - 3:45
5. Cold (Annie Lennox) - 4:20
6. Money Can't Buy It (Annie Lennox) - 4:58
7. Little Bird (Annie Lennox) - 4:58
8. Primite (Annie Lennox) - 4:16
9. Stay By Me (Annie Lennox) - 6:26
10. The Gift (Robert Bell, Paul Buchanan, Annie Lennox, Paul Joseph Moore) - 4:52
11. Keep Young and Beautiful (Al Dubin, Harry Warren) – 2:17